# Liste der Baudenkmäler in Keyenberg
Die Liste der Baudenkmäler in Keyenberg enthält die denkmalgeschützten Bauwerke auf dem Gebiet der Stadt Erkelenz im Kreis Heinsberg in Nordrhein-Westfalen (Stand: Oktober 2011). Diese Baudenkmäler sind in der Denkmalliste der Stadt Erkelenz eingetragen; Grundlage für die Aufnahme ist das Denkmalschutzgesetz Nordrhein-Westfalen (DSchG NRW).

| Bild               | Bezeichnung                    | Lage                                              | Beschreibung | Bauzeit                            | Eingetragen seit | Denkmal- nummer |
| ------------------ | ------------------------------ | ------------------------------------------------- | --- | ---------------------------------- | ---------------- | --------------- |
| Wohnhaus           | Wohnhaus                       | Keyenberg Westricher Straße Karte                 | 18./19. Jahrhundert, Kern älter; wasserumwehrte Anlage; Herrenhaus mit Wirtschaftsflügel in unregelmäßigem Fünfeck, zum Teil erneuert. | 18./19. Jahrhundert                | 20. Oktober 1982 | 27              |
| Alte Schule        | Alte Schule                    | Keyenberg An St. Kreuz 1 Karte                    | 2-geschossig in 7 Achsen, 1-achsiger Mittelrisalit, mit Flachgiebel; Backstein, Türgewände, Fenstergesimse in Blaustein, Krüppelwalmdach, rückwärtige Fenster erneuert.                                                                           | Erste Hälfte des 19. Jahrhunderts  | 20. Oktober 1982 | 28              |
| Wohnhaus           | Wohnhaus                       | Keyenberg Keyenberger Markt 11 Karte              | 4-flügelige Anlage in Backstein, zum Teil Fachwerk, Wohnhaus 2-geschossig in 5 Achsen, Toreinfahrt in 2 weiteren Achsen, Türgewände und Fensterbänke in Blaustein.                                                                                | 1819                               | 20. Oktober 1982 | 29              |
| Wohnhaus           | Wohnhaus                       | Keyenberg Holzweiler Straße 38 Karte              | Fachwerk-Giebelhaus, 2-geschossig, Fassade im EG Backstein. | 1657                               | 20. Oktober 1982 | 30              |
| Wegekreuz von 1866 | Wegekreuz von 1866             | Keyenberg Keyenberger Markt Karte                 | Werkstein-Fiale mit angesetztem Kreuz mit Korpus. | 1866                               | 20. Oktober 1982 | 31              |
| weitere Bilder     | Kath. Pfarrkirche Heilig Kreuz | Keyenberg An St. Kreuz Karte                      | Baujahr: Chor 1866, Langhaus 1912/13; dreischiffige neugotische Backstein-Hallenkirche mit Doppelturmfassade, von der nur ein Turm ausgeführt wurde; weitgehend erhalten neugotische Ausstattung.                                                 | Mitte des 19. Jahrhunderts         | 14. Mai 1985     | 178             |
| Pfarrhaus          | Pfarrhaus                      | Keyenberg An St. Kreuz 10 Karte                   | Zweigeschossig in 4 : 5 Achsen, Backstein Eisenankertür mit Werksteingewänden, über der Tür Tafel mit Chronogramm, im Giebel Nische mit Marienfigur.                                                                                              | 1860                               | 14. Mai 1985     | 179             |
| Heiligenhäuschen   | Heiligenhäuschen               | Keyenberg An St. Kreuz Karte                      | Baujahr: Ende des 19. Jahrhunderts, Backsteinverputz | Ende des 19. Jahrhunderts          | 14. Mai 1985     | 180             |
| Heiligenhäuschen   | Heiligenhäuschen               | Keyenberg An der L 12, südlich der Ortslage Karte | Werkstein, im Giebelfeld IHS Zeichen | 17. Jh.                            | 14. Mai 1985     | 182             |
| Wegekreuz          | Wegekreuz                      | Keyenberg Holzweiler Straße / Postweg Karte       | Blaustein, Metallkorpus, schmiedeeiserne Umfriedung | 1909                               | 14. Mai 1985     | 181             |
| Wohnhaus           | Wohnhaus                       | Keyenberg Holzweiler Straße 22 Karte              | Fachwerk-Giebelhaus; zweigeschossig, Front verputzt. | 17. Jh.                            | 14. Mai 1985     | 183             |
| Wohnhaus           | Wohnhaus                       | Keyenberg Holzweiler Straße 31 Karte              | Straßenseitige Backsteinfassade und Dach mit der vorhandenen Dachneigung des zweigeschossigen Backsteinhauses, Türgewände und Fensterbänke in Blaustein aus dem 19. Jahrhundert                                                                   | 19. Jh.                            | 19. Mai 1985     | 184             |
| Wohnhaus           | Wohnhaus                       | Keyenberg Holzweiler Straße 33 Karte              | Vierflügeliger Backsteinhof, Wohnhaus zweigeschossig in drei Achsen, Fensterbänke in Blaustein, erneuerte Toreinfahrt. | 17. Jh.                            | 14. Mai 1985     | 185             |
| Wohnhaus           | Wohnhaus                       | Keyenberg Holzweiler Straße 35 Karte              | Backsteinhof, Wohnhaus zweigeschossig in fünf Achsen, Türgewände und Fensterbänke in Blaustein, Toreinfahrt. | Zweite Hälfte des 19. Jahrhunderts | 14. Mai 1985     | 186             |
| Wohnhaus           | Wohnhaus                       | Keyenberg Holzweiler Straße 37/39 Karte           | Vierflügeliger Backsteinhof, Wohnhaus zweigeschossig in sieben Achsen, Mittelachse vorgezogen und mit Treppengiebel, Backstein, Sandsteinverzierungen, gegenüber dem Hof Reste einer parkähnlichen Anlage, unter dem Giebel Tafel mit Jahreszahl. | 1863                               | 14. Mai 1985     | 187             |
| Wohnhaus           | Wohnhaus                       | Keyenberg An St. Kreuz 6 Karte                    | Dreiflügeliger Fachwerkhof, Front Backstein, verputzt, zweigeschossig in sechs Achsen mit Toreinfahrt, Fenster und Fachwerk erneuert. | um 1800                            | 14. Mai 1985     | 189             |
| Wohnhaus           | Wohnhaus                       | Keyenberg Plektrudisstraße 29 Karte               | Jahreszahl in Ankersplinten 178..., Backsteinhaus, weiß geschlämmt, zweigeschossig in 3 : 2 Achsen, zum Teil Holzblockrahmen, Krüppelwalmdach, teilweise Kölner Decken, Gewölbekeller.                                                            | Zweite Hälfte des 18. Jahrhunderts | 14. Mai 1985     | 191             |
| Wegekreuz von 1852 | Wegekreuz von 1852             | Keyenberg Borschemicher Straße Karte              | Werkstein bemalt mit Korpus und Sockelnische | 1852                               | 14. Mai 1985     | 192             |